# Cephalops shikotanicus
Cephalops shikotanicus är en tvåvingeart som beskrevs av Kuznetzov 1990. Cephalops shikotanicus ingår i släktet Cephalops och familjen ögonflugor. Inga underarter finns listade i Catalogue of Life.